# Lista de ganhadores do Grande Prêmio Brasil
Esta é a lista de ganhadores do Grande Prêmio Brasil, corrida de cavalos disputada no Hipódromo da Gávea desde 1933.

## Grande Prêmio Brasil
Descrição em sequência histórica e agrupados pela distância do percurso:  ano da disputa, nome do vencedor (filiação), distância em metros, segundo colocado, terceiro colocado, tempo medido em segundos e fracoes:

3000m:

- 1933 MOSSORO  (  KITCHNER & GALATHEA ) , 3000MT , BELFORT  ,  BAMBU  , 189s4/5
- 1934 MISURI  (  STAYER & MIMADA ) , 3000MT , BRUNORB  ,  BELFORT  , 187s
- 1935 SARGENTO  (  PRINTER & MATTEIRA  ) , 3000MT , MIDI  ,  TAPAJOS ,  198s2/5
- 1936 CULLINGHAM  (  ZODIAC & LADY AGUEROS ) , 3000MT , BORBA GATO  empate com  TACY ,  196s1/5
- 1937 HELIUM  (  HUNTERS MOON & CLAQUE ) ,  3000MT , QUATI  ,  TERERE  , 184s3/5
- 1938 PENDULO  (  PAJUERANO & POLEMICA ) , 3000MT , QUATI  ,  MON SECRET  , 192s
- 1939 SIX AVRIL  (  TOWN GUARD & TUTRIX ) ,  3000MT , MISSISSIPI  ,  QUATI  , 185s
- 1940 TERUEL ADAMS  (  APPLE & MONCLOA ) ,  3000MT , CAAIMBE  ,  QUATI 187s
- 1941 POLUX  (  STAYER & POLULA  ) ,  3000MT , SHANGHAI  ,  APOLO ,  186s3/5
- 1942 LATERO  (  STAYER & LA GRIS ) ,  3000MT , ALONE  ,  LUNAR  ,     185s
- 1943 ALBATROZ  (  TRINIDAD & MYRTHEE ) ,  3000MT , ALIBI  ,  LUNAR  , 186s4/5
- 1944 ALBATROZ  (  TRINIDAD & MYRTHEE ) ,  3000MT , EVER READY , ALIBI , 185s
- 1945 FILON  (  FULL SAIL & FELINA  ) ,  3000MT , SECRETO , MONTERREAL ,  186s4/5
- 1946 MIRON  (  CARTAGINES & MISS PURITY  ) ,  3000MT , ZORRO , TRICK ,  189s3/5
- 1947 HELIACO  (  FORMASTERUS & SAPHINHA  ) ,  3000MT , HERON  ,  CAMARON ,  193s
- 1948 HELIACO  (  FORMASTERUS & SAPHINHA  ) ,  3000MT , APUVO  ,  BAMBINO , 191s3/5
- 1949 CARRASCO  (  FOX CUB & COREA ) , 3000MT , TIROLESA  ,  CID  , 184s3/5
- 1950 TIROLESA  (  FOX CUB & TELA  ) , 3000MT , NIMROD , CRUZ MONTIEL ,  192s3/5
- 1951 PONTET CANET  (  ADVOCATE & LA CAVE ) ,  3000MT , CRUZ MONTIEL  , TIROLESA  , 191s4/5
- 1952 GUALICHO  (  THE DRUID & GOLCONDA ) ,  3000 MT , PANTHER ,   FORT NAPOLEON  , 183s3/5
- 1953 GUALICHO  (  THE DRUID & GOLCONDA ) ,  3000 MT , AWAY ,  QUIPROQUO ,  185s1/5
- 1954 EL ARAGONES  (  RAMAZON & EI CHU  ) ,  3000MT , JOIOSA  ,  BAKARI ,  185s
- 1955 MANGANGA  (  GULF STREAM & MARGARITA ) ,  3000 MT , ADIL  ,  QUIPROQUO 184s
- 1956 TATAN  (  THE YUVARAJ & VALKYRIE ) , 3000 MT , ADIL ,   NINO LUIS ,  192s2/5
- 1957 DON VARELA  (  ORSINO & SENORONA ) ,  3000 MT , CANAVIAL  ,  CAPORAL ,  185s3/5
- 1958 ESPICHE  (  ESQUINAZO & OBSTINADA ) ,  3000MT , KRAUS  ,  GRAMOFONO 184s3/5
- 1959 NARVIK  (  ANTONYM & CICCE ) ,  3000MT , ATLAS  ,  XAVECO  , 182s3/5 (record mundial)
- 1960 FARWELL  (  BURPHAM & MARILU  ) ,  3000MT , ESCORIAL ,   XAVECO ,  189s3/5
- 1961 ARTURO A  (  ARGUR & SANTA ROSA ) , 3000MT , MONTPARNASSE  ,  MAJORS DILEMMA ,  184s3/5
- 1962 ORTILE  (  ORBANEJA & BURTILE ) , 3000MT , VIZCAINO  ,  MARACAIBO  , 187s3/5
- 1963 CENCERRO  (  FOREST ROW & CEST SI BON ) ,  3000MT , FRESH AIR  ,  CAJADO ,  183s
- 1964 LEIGO  (  MON CHERI & SANTA BELLA ) ,  3000MT , DON BOLINHA  ,  BAR  , 189s4/5
- 1965 ZENABRE  (  PHARAS & REMINGTON  ) ,  3000MT , RANDON , SOLFEO  , 184s3/5
- 1966 ZENABRE  (  PHARAS & REMINGTON ) , 3000MT , RANDON  ,  CALCADO ,  192s2/5
- 1967 DURAQUE  (  ANUBIS & LAROCHEA  ) , 3000MT , TAGLIAMENTO  ,  DILEMA  , 196s1/5
- 1968 ARSENAL  (  MONTPARNASSE & LA ARAGONESA  ) , 3000MT , EL CENTAURO  ,  DILEMA ,  189s
- 1969 KAMEN  (  GULF STREAM  & KATRINE  ) ,  3000MT , ASTRO GRANDE  ,  SABINUS 194s3/5
- 1970 VIZIANE   ( COARAZE & PASSION ) ,  3000MT , JAU  ,  SEVERUS  , 185s
- 1971 TERMINAL  ( MANIATICO & POSTA DE RANDALL  ) , 3000MT , RHONE  ,  SNOW TRAIL ,  184s4/5

2400m:

- 1972 FENOMENAL  (  TORPEDO & MILADI  ) ,  2400MT , MACAR  ,  LOCOMOTOR ,  157s
- 1973 FIZZ  (  IDLE HOUR & FALLOW  ) , 2400MT , LOISIR  ,  SNOW PUPPET ,  150s
- 1974 MORAES TINTO  (  ALELI & BAS DE LAINE  ) ,  2400MT ,ORPHEUS  ,  GOOD BLOKE ,  145s2/5
- 1975 ORPHEUS  ( ALIPIO & EMMET  ) ,  2400MT , SNOW BODY ,   FRIZLI ,  147s2/5
- 1976 JANUS  (  PARDALLO & CALIOPE  ) ,  2400MT , TELEFONICO  ,  MAX  , 145s1/5
- 1977 DAIAO  (  SABINUS & DARSENA  ) ,  2400MT , DON QUIXOTE ,   MOGAMBO ,  146s
- 1978 SUNSET  ( WALDMEISTER & LA  ) ,  2400MT , EARP  ,  BIG LARK ,  145s1/5
- 1979 APORE  (  EGOISMO & LUZON  ) ,  2400MT , SUNSET ,   BIG LARK  , 146s
- 1980 BIG LARK  (  TUMBLE LARK & SNOW ENGLAND  ) ,  2400MT , BARONIUS  ,  DARK BROWN  , 150s3/5
- 1981 CAMPAL  (  FIGURON & VARANDA  ) ,  2400MT , DENEE  ,  RASPUTIN ,  146s
- 1982 GOURMET  (  NEGRONI & STTROPEZ  ) ,  2400MT , NEW DANDY  ,  CLACKSON ,  148s
- 1983 OFF THE WAY  (  TRATTEGGIO & FIFI LA JOLI  ) ,  2400MT , PLASTICO  ,  ANJOU , 149s2/5
- 1984 ANILITE  (  ST CHAD & MENGA  ) ,  2400MT , FULL LOVE  ,  FANTASIE ,  146s
- 1985 GRISON  (  FALKLAND & LISELOTTE  ) ,  2400MT , BLESSED NEST  ,  CISPLATINE ,  150s
- 1986 GRIMALDI  ( EXECUTIONER & GREVES  ) ,  2400MT , BOWLING  ,  QUIP MASK ,  148s2/5
- 1987 BOWLING ( CRYING TO RUN & TANGENCIA ) ,  2400MT ,  LARABEE , BREITNER ,  146s
- 1988 CARTEZIANO  (  WALDMEISTER & SCOLD  ) ,  2400MT , CORTO MALTESE ,  BAT MASTERSON , 145s1/5
- 1989 TROYANOS  (  VACILANTE & LADY PAT  ) ,  2400MT , LAURUS ,  CARTEZIANO , 150s
- 1990 FLYING FINN  (  CLACKSON & LIFE WORK  ) ,  2400MT , FALCON JET ,  UNEASY PLUM , 148s
- 1991 VILLACH KING  (  PRESENT THE COLORS & PARIS QUEEN  ) ,  2400MT , INDIAN CHRIS,   VEISSMAN,  149s1/5
- 1992 FALCON JET  (  GHADEER & VICTRESS  ) ,  2400MT , FLYING FINN ,  POUR HENRI, 154s1/5
- 1993 VILLACH KING  (  PRESENT THE COLORS & PARIS QUEEN ) ,  2400MT , MUCH BETTER ,  SANDPIT,  147s1/5
- 1994 MUCH BETTER  (  BAYNOUN & CHARMING DOLL  ) ,  2400MT , VOMAGE ,  FANTASTIC DANCER,  146s4/10
- 1995 EL SEMBRADOR  (  OCTANTE & NINA FLOR  ) ,  2400MT , TALLOIRES ,  GRAN DUCATO,  147s9/10
- 1996 QUINZE QUILATES  (  ONLY ONCE & HOSPITALEIRA ) , 2400MT , ZE DE OURO ,  GRAN DUCATO,  150s1/10
- 1997 JIMWAKI  (  GEM MASTER & WINWAKI  ) , 2400MT , FOOL AROUND ,  DALMASI,  145s7/10
- 1998 QUARI BRAVO  (  PUNK & CHIMARE ) ,  2400MT , GABLITZ ,  PRINCE ALI,  146s3/10
- 1999 AIORTROPHE  (  O MAIOR & APOSTROPHE  ) ,  2400MT , UNRIVALLED ,  ABSOLUTE RULER,  154s8/10
- 2000 STRAIGHT FLUSH  (  BALIGH & SHE BEAR  ) ,  2400M SEVERADO ,  ABSOLUTE RULER,  147s
- 2001 QUEEN DESEJADA  (  KNOW HEIGHTS & ELISABETTA  ) ,  2400MT , LORFEU ,  EUGENE ONEGUINE , 145s
- 2002 POTRI ROAD  (  POTRILLAZO & BAGDAD CAFE ) , 2400MT , GORYLLA ,  ART VARIETY,  147s3/10
- 2003 LORD MARCOS  (  CLACKSON & LAS PRIMAS  ) ,  2400MT , ISTBESTAND ,  GORYLLA , 145s
- 2004 THIGNON BOY  (  THIGNON LAFRE & BETINA GIRL  ) ,  2400MT , EVIL KNIEVEL,   BRITANIC ,  146s
- 2005 VELODROME  (  BOOMING & LICENA ) ,  2400MT , PESTANITA ,  SINISTRO,  146s 30/100
- 2006 DONO DA RAIA  (  HIBERNIAN RHAPSODY & OUTRA ARUMBA  ) ,  2400MT , HIS FRIEND ,  NAPERON,  147s 28/100
- 2007 LAMICO STEVE  (  SPEND A BUCK & ALL FOR LOVE  ) , 2400MT , TANGO DI GARDEL ,  HIS FRIEND 143s 93/100
- 2008 TOP HAT  (  ROYAL ACADEMY & TAVIRA  ) ,  2400MT , QUATRO MARES ,  BIOLOGO , 145s 67/100
- 2009 JEUNE-TURC  (  KNOW HEIGHTS & CREATURE DU CIEL  ) ,  2400MT , FLYMETOTHEMOON ,  LIGNONS HERO , 150s 04/100
- 2010 MORYBA  (  HARD BUCK & VALETZA  ) ,  2400MT , ANOTHER XHOW ,  TONEMAI , 145s 33/100
- 2011 BELO ACTEON  (  ACTEON MAN & BACK FOR GOOD  ) ,  2400MT , TOO FRIENDLY , JECA 146s 21/100
- 2012 DIDIMO ( NEDAWI & QUALIBET ) , 2400MT , UNO SOLO , INVICTUS . 147s15/100
- 2013 AEROSOL ( PUBLIC PURSE & NINA SABELLA ) , 2400MT , GANESH , MOJITO , 145s94/100
- 2014 BAL A BALI( PUT IT BACK & IN MY SIDE ) , 2400MT , MOJITO , BEACH BALL, 147s29/100
- 2015 QUARI BRAVO
- 2016 MY CHERIE
- 2017 VOADOR MAGEE
- 2018 QUARTETO DE CORDAS
- 2019 GEORGE WASHINGTON
- 2020 PIMPER'S PARADISE
- 2021